# Retablo de Peralta de la Sal
El retablo de Peralta de la Sal es una obra al temple sobre tabla de estilo gótico internacional realizada por Pedro García de Benavarre y Jaume Ferrer II entre 1450 y 1457 para la iglesia parroquial de Peralta de la Sal (España).
La obra fue desmembrada y vendida por tablas a comienzos del siglo XX y no se conocía su composición hasta que en 2013 los historiadores Francesc Ruiz y Albert Velasco presentaron un estudio que proponía la composición que habría tenido y sitúa las cuatro grandes tablas en dos museos de las cuales, aun teniendo atribuido el autor, se desconocía que procedieran de este retablo.
El retablo del periodo tardo-gótico en tierras de Aragón era el antiguo retablo mayor de la iglesia parroquial de Peralta de la Sal, localidad ubicada en la Litera, provincia de Huesca. Hasta 2013 el único conocimiento que se tenía de este conjunto era a partir de un par de descripciones de 1677 y 1873.

## Datos de contexto

### Autores
Pedro García de Benavarre fue un pintor del gótico oriundo de Benabarre en la segunda mitad del siglo XV. Está documentado en Zaragoza, Benabarre, Barcelona, Lérida y Barbastro entre los años 1445 y 1485. Fue uno de los principales pintores del gótico catalán en las tierras de Lérida y la Franja. Su importancia dentro del territorio leridano hizo que se le dedicase un ámbito monográfico dentro de la exposición permanente del museo de Lérida.
Jaume Ferrer II fue un pintor leridano activo en la segunda etapa del gótico internacional y formado posiblemente en el taller de pintura que su padre, Jaume Ferrer I, debió de tener en la ciudad de Lérida. Recibió influencias de Bernardo Martorell y de las corrientes europeas cuando residió en Barcelona. Su obra más conocida es el retablo de la Virgen de los ediles (1451-1454), conservado "in situ" en el ayuntamiento de Lérida, realizado sobre el año 1450 en un periodo avanzado de su producción artística. Jaume Ferrer, que había comenzado en la primera fase del gótico internacional, evolucionó al estilo más realista de la segunda fase de este estilo, cuando captó los detalles y pequeños objetos de las escenas interiores buscando el efecto de la profundidad que da la luz al proyectar su sobra al fondo. Es un afán por describir la realidad casi como un inventario, con un gran número de objetos en un contexto de escena costumbrista. Otro ejemplo se puede observar en la manera exquisita como pinta la indumentaria de los reyes magos de la escena de la Epifanía del retablo de Verdú, un trabajo muy lejos de quella sobriedad del mundo italogótico sienés del trescientos y que trae el gusto por el detalle del mundo flamenco, así como a la moda lujosa imperante en Florencia y en las cortes europeas de la época.

### Estilo
Se desconoce si la doble autoría fue resultado de un trabajo conjunto o sucesivo.
Ciertos elementos hacen pensar que Pedro García conocía y se inspiró en ciertos modelos de Jaume Ferrer, tal y como apuntan Ruiz y Velasco. De este modo se puede establecer un paralelismo entre la figura de San Miguel del retablo de la Alcaldía (de Ferrer) con el de Ametlla de Segarra, actualmente en el Museo Episcopal de Vich, o con el que se halla en el museo de Zaragoza proveniente de la colección Campmany.

## Historia
No consta documentación del contrato, si bien algunas noticias posteriores permiten conocer algunos aspectos de su ubicación y estructura. Se realizó para ocupar el altar mayor de la iglesia románica de la población y se ha datado entre 1450 y 1457. A mitad del siglo XVII se le hizo una modificación para situar una talla de un santo moderno, probablemente San José de Calasanz natural de Peralta. Se desconoce si esta modificación alteró la predela u ocupó el espacio de un posible sagrario central. Con la reforma del templo para convertirlo al estilo barroco, el retablo se desplazó a una capilla del brazo del crucero.
La primera noticia bien documentada sobre el retablo tiene origen en su proceso de venta, en 1908. En aquella época la parroquia de Peralta de la Sal pertenecía a la diócesis de Urgel (hasta 1956 que pasó a Lérida y en 1995 a Barbastro-Monzón), y su rector tenía intención de venderlo, para lo cual había pedido la autorización del obispo de Urgel Juan Bautista Benlloch y Vivó, con la condición de que la Junta de Museos había de tener prioridad delante de otras ofertas. El rector Alfonso Callén Cagicós envió una carta a Josep Puig i Cadafalch, presidente de la Junta de Museos ofreciéndole la compra y fijando un término para decidir, ya que tenía ofertas de dos anticuarios que lo valoraban en 15 000 pesetas.
La Junta de Museos comisionó a Josep PIjoan para que visitase la parroquia y evaluase la oferta. En esta visita quedó sorprendido por las dimensiones y la calidad de factura de las tablas, recomendado su adquisición. Pijoan confeccionó un informe con un croquis de la ubicación de las tablas, que ha permanecido inédito hasta comienzos del siglo XXI. A pesar del interés y celeridad mostrada por la Junta de Museos, no se consiguió cerrar la operación y el retablo pasó a manos de anticuarios.
Parece que uno de los anticuarios que adquirió partes del retablo era Celestí Dupont, muy activo en el mercado internacional a finales del siglo XIX y comienzos del XX desde su base en Barcelona, y que había ofrecido piezas en diversas ocasiones a la Junta de Museos.
Posteriormente las tablas siguieron caminos diferentes hasta su ubicación actual. La tabla de la Dormición pasó por la colección de Maties Muntadas y Rovira, desde donde pasó al Museo Nacional de Arte de Cataluña en 1956. Las tablas de la Anunciación y la Adoración de los pastores estuvieron en la colección Ginn en Cleveland hasta que en 1953 los herederos de Frank Hadley Ginn y Cornelia Root las donaron al museo de Arte de Cleveland, donde se hallan.
El frontal del altar, que no consta documentado en el informe de Pijoan, fue a parar a manos de Domingo Viñals, un anticuario de Igualada que lo tenía expuesto en un pequeño museo propio, tal y como se recogió en un documento sobre su vida de 1942.

### Identificación del retablo perdido
Más allá de los diferentes estudios y atribuciones sobre la autoría de cada una de las tablas, no estaba claro de qué retablo habían formado parte. El primero que aventuró la relación a pesar de desconocer de cuál se trataba, vinculándolas a un único retablo, fue Chandler R. Post en su A History of Spanish Painting. La certeza en la autoría de algunas tablas atribuidas a dos pintores diferentes hacía difícil imaginarlas juntas en el mismo retablo. La aparición del informe de Pijoan y el análisis de unas tablas de predela de la colección de los hermanos Sunyer pusieron a los historiadores Francesc Ruiz Quesada y Albert Velasco sobre la pista de la vinculación de ciertas tablas con el retablo de Peralta de la Sal.

## Descripción

### Estructura

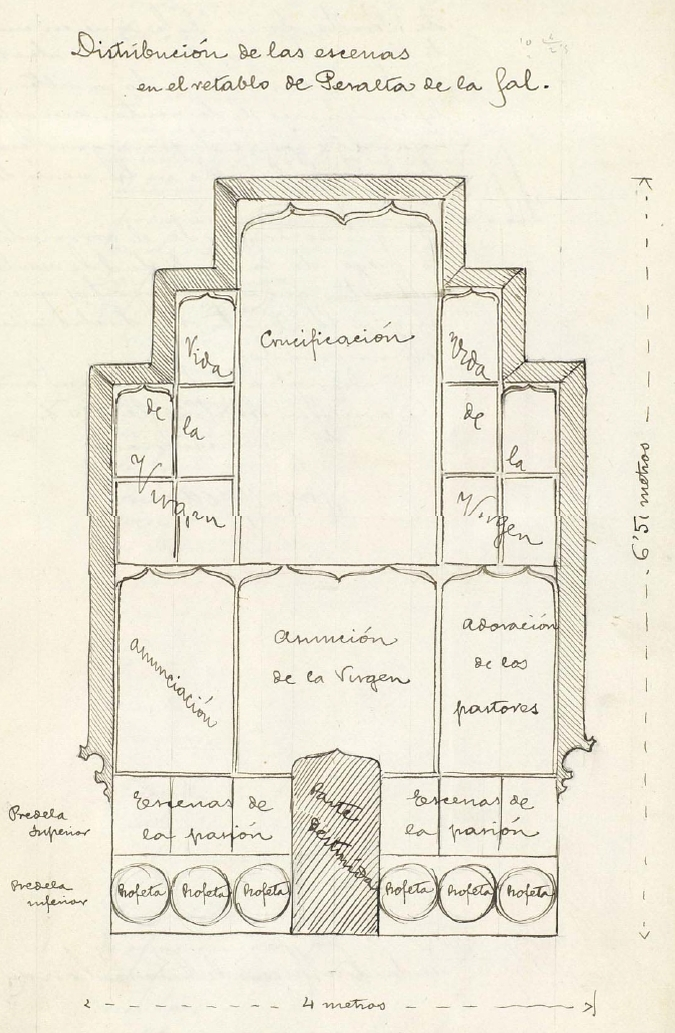
Esquema del retablo hecho por Josep Pijoan.

Según la documentación del informe de Josep Pijoan, el retablo medía unos 4 m de anchura por 6,5 m de altura, una configuración monumental con una gran verticalidad y muy destacable para una pequeña localidad. El cuerpo principal se estructuraba en tres calles; la central con una anchura superior en los laterales, una característica que comparte con el retablo de Anento (provincia de Zaragoza) de Blasco de Grañén, pero no con otros contemporáneos que cinco, siete y hasta nueve calles, todas ellas tienen la misma anchura.
Las tres grandes tablas situadas en el piso inferior fijan la composición de calles con las escenas de la Dormición de María en el centro, la Anunciación en la izquierda y la Natividad y la Adoración de los Pastores en la derecha, es decir, una de las tablas del MNAC en el centro, flanqueadas por las dos tablas del Museo de Arte de Cleveland. El piso superior habría tenido en la calle central una gran tabla con un Calvario, actualmente en el MNAC, y las calles laterales se subdividían en dos, con tablas más pequeñas colocadas en tres pisos en las calles interiores y dos en las exteriores, creando un escalonado con su punto más alto en la tabla del Calvario a modo de ático en la calle central. Este tipo de estructura escalonada que permite ocupar completamente la superficie del muro apuntado de la arquitectura gótica, contó con una gran difusión durante el gótico internacional en la Corona de Aragón, como se puede constatar en el retablo de Anento (provincia de Zaragoza) de Blasco de Grañén o en el retablo de los santos Prudencio, Lorenzo y Catalina de la catedral de Tarazona (provincia de Zaragoza), obra de Juan de Leví. Una fórmula diferente a la seguida por el valenciano Lluís Dalmau en La Virgen de los Consejeros, donde adoptaba directamente en la tabla la forma ojival del muro en lugar de escalonar tablas cuadradas para maximizar el espacio ocupado por la pintura.
Las dos tablas más pequeñas de las calles laterales, hoy en día en paradero desconocido, estaban referidas a temas marianos y algún cristológico con una presencia importante de la Virgen María.
Bajo el cuerpo principal se ubicaba una predela de dos pisos, el superior con seis escenas dedicado a la Pasión y el inferior con seis imágenes de profetas. Según describió Pijoan, en el centro de la predela se había llevado a cabo una intervención para alojar una talla moderna del santo de devoción. A partir de unas notas que describen la visita a Peralta de la Sal del padre provincial de los escolapios en 1677, los historiadores Ruiz y Velasco deducen que podría haber sido San José de Calasanz.

### Tablas

#### Dormición de la Virgen María

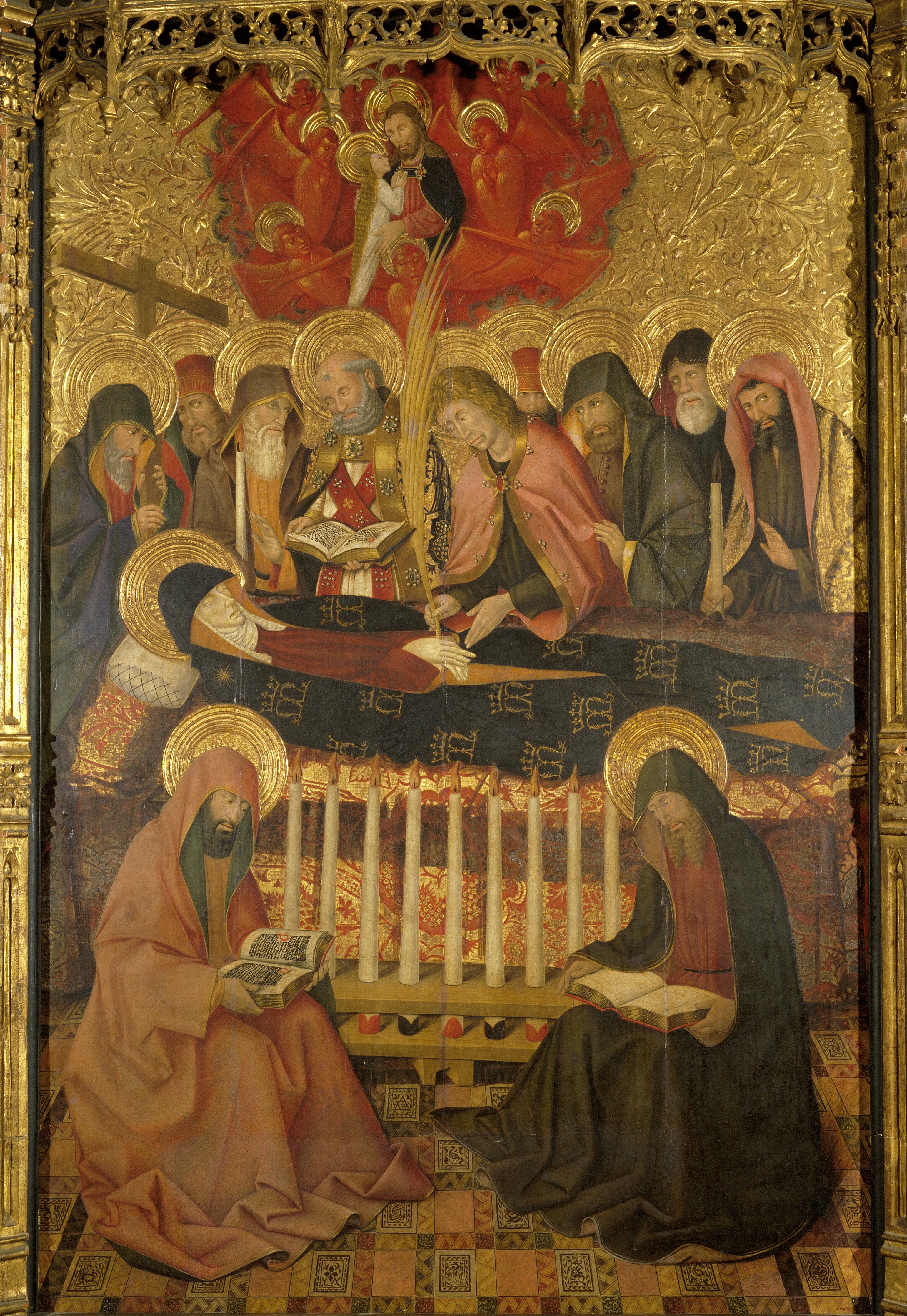
Dormición de la Virgen María.

Se trata de la tabla central del retablo y la más grande, con unas dimensiones de 226 cm de altura y 149 cm de anchura. Es obra de Pedro García de Benavarre y, después de que el retablo fuese desmontado, pasó a formar parte de la colección Muntadas hasta que la adquirió el MNAC en 1956.
En las primeras identificaciones hechas por Post se atribuyó su autoría a Jaume Ferrer II, como las otras dos tablas que se encontraban en Cleveland, inducidas por la similitud caligráfica de las "M" coronadas que decoran el mantel azul de Marái en todas las tablas y por la coincidencia compositiva con el retablo de Alcover, obra de Ferrer, actualmente en el Museo Diocesano de Tarragona. Sin embargo, había dudas porque también se reconocía en este lienzo signos propios de García de Benavarre. En 2000 Isidre Puig Sanchís revisó este asunto y propuso que la tabla hubiese sido comenzada por Ferrer y culminada por García de Benavarre. Si la similitud en la composición apunta a Ferrer, el acabado de los rostros y las aureolas son claramente atribuibles a Garcií de Benavarre.
El trabajo de Ruiz y Velasco sitúa la finalización de esta obra hacia 1457, antes de que García de Benavarre se instalase en Barcelona contratado por la viuda de Bernardo Martorell para dirigir su taller.

#### La Anunciación

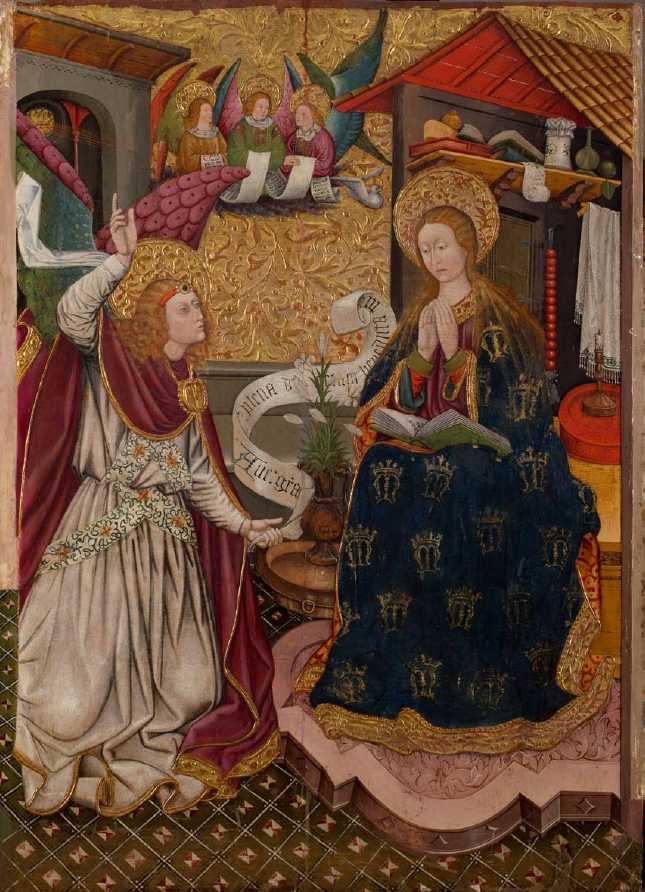
La Anunciación.

La tabla ocupaba el piso inferior de la calle de la izquierda. Sus dimensiones son: 172 cm de altura por 124,7 cm de anchura. La tabla es obra de Jaume Ferrer II y es una de les dos que se conserva en el Museo de Arte de Cleveland, donde entró en 1953. 
El trato elaborado del fondo de oro en cielos y aureolas es con relleno, siguiendo la técnica del estofado.
El entorno en que el arcángel Gabriel anuncia a María que será la madre de Jesúes es una casa normal, si bien con objetos de gran simbolismo. Los lirios blancos representan la pureza de la Virgen, el frasco tapado y la jarra de agua simbolizan inviolabilidad, la granada simboliza la resurrección de Cristo, mientras que la manzana hace alusión a la humanidad caída en desgracia. Los dos libros, cerrado y abierto, se refieren respectivamente a los Antiguo y Nuevo Testamentos, el primero presagiando y el otro cumpliendo la promesa del Mesías. La toalla y el barreño cabe interpretarlos como la fuente donde el sacerdote que oficia se lava las manos durante la misa. Es también un símbolo de la pureza de la Virgen.. La llama de la vela, símbolo de la divinidad de Dios, que acaba de apagarse en referencia a la Encarnación; es el momento en que Dios se hizo hombre. El arcángel está haciendo un gesto a Dios visible en una ventana superior, proclamando el destino de la Virgen como madre de Cristo.
Gabriel sostiene una filacteria con las palabras ave Maria gratia plena Dominus tecum bendicta tu (ave María, llena eres de gracia, el Señor es contigo).(Lucas 1, 28) En la parte superior, entre María y el arcángel, tres ángeles sostienen otra filacteria, semienrollada en espiral, por dentro de la cual circulan unos rayos emitidos por la figura de Dios en la ventana, y sobre los cuales viaja el Espíritu Santo representado por la paloma que hay cerca de la cabeza de María. El mensaje que sostienen estos ángeles es "Gloria a Dios en el cielo, y en la tierra paz a los hombres que ama el Señor",(Lucas 2, 14) que ya hace referencia al Nacimiento de Jesús.

#### Natividad y Adoración de los pastores

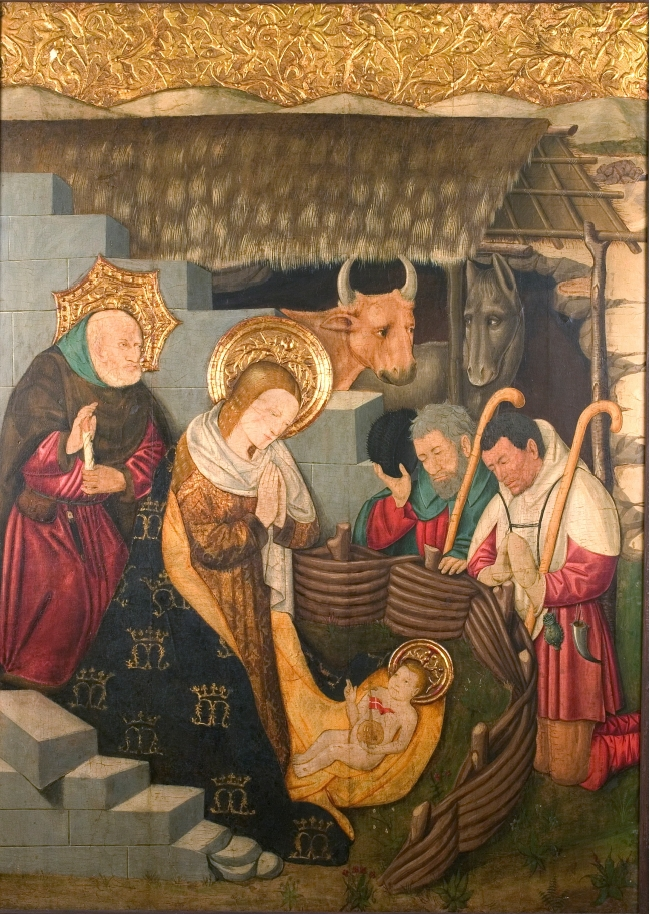
La Natividad y la Adoración de los pastores.

La tabla ocupaba el piso inferior de la calle de la derecha. Sus dimensiones son 172,7 cm de altura por 124,4 cm de anchura. La tabla es obra de Jaume Ferrer II y es una de las dos que se conserva en el Museo de Arte de Cleveland, donde entró en 1953.
Recoge dos escenas bíblicas en una composición: la Natividad de Jesús y la Adoración de los pastores, que se encuentran a la derecha de la escena, contemplando arrodillados al bebé. El niño Jesús ocupa la parte central, en los pies de su madre con actitud de bendición y sosteniendo en su mano izquierda la bola del mundo. Detrás de la Virgen se encuentra San José sosteniendo una vela encendida, un gesto que ya se observa en la escena del nacimiento del mismo autor en el retablo de Verdú del Museo Episcopal de Vich. Está representado con una aureola poligonal, detalle que expresa que se trata de un personaje de la antigua alianza del pueblo judío con Dios, anterior a la llegada del Mesías.
La Virgen María porta un mantel azul con una "M" de María con una corona encima. Se trata del mismo motivo ornamental de los otras dos tablas del primer piso.
Detrás de los personajes hay un muro medio derruido que separa el espacio donde se encuentra la sagrada familia y el pesebre con un techo de paja que guarece el buey y la mula. Por detrás de la construcción aparecen representadas unas montañas y queda un pequeño espacio para representar un cielo dorado y estofado.
La factura de los rostros es desigual; si los pastores presentan una expresión muy realista, los de María y José resultan poco agraciados y parecen corresponder a una intervención del taller de Ferrer.

### Predela
La predela estaba estructurada en dos pisos con escenas de la Pasión en la parte superior y con imágenes de profetas en la predela inferior, con seis tablas cada piso. Se trata de un formato poco habitual en Cataluña pero común en el tardo-gótico en Aragón, donde se encuentran ejemplos del periodo internacional a partir de 1418, como el caso del retablo de la Vida de María, obra de Gonçal Peris. Algunos ejemplos anteriores en Valencia como el retablo mayor de la iglesia de Meliana o el retablo de Puebla Larga, invitan a pensar en una influencia de pintores de esta zona hacia Teruel. Posteriormente lo adoptó Blasco de Grañén en obras como el retablo de Santa María de Ontiñena, destruido en 1936 durante la Guerra Civil Española.
Según Pijoan, la predela habría sido tallada en algún momento posterior a su creación para ubicar una imagen en el centro de la composición. No queda claro si estaban tallados los dos pisos, tal y como muestra su croquis, o tan solo el piso superior para ubicar una repisa donde se asentaba la imagen en cuestión, como figura en su descripción. A pesar de no contar con documentación sobre esta modificación, debió de ser anterior a 1677, ya que en una visita a Barbastro y Peralta de la Sal del padre Luis Cavada, provincial de los escolapios en Cerdeña se nombra la existencia de una imagen de San José de Calasanz en el retablo. Se desconoce el destino de la predela, si bien el estudio de Ruiz y Velasco recoge que podría haber estado en 1942 en poder del anticuario Domingo Viñals, que tenía buenas relaciones con el obispo de la Seo de Urgel Juan Bautista Benlloch y Vivó.
Para poder imaginar cuál habría sido el contenido de la predela del retablo de Peralta, además de los retablos mencionados, se pueden observar otros como el retablo de Pallaruelo de Monegros de Martín de Soria.